# Имитација живота (филм из 1959)
Имитација живота (енгл. Imitation of Life) је амерички драмски филм у режији Дагласа Серка и продукцији Роса Хантера. Филм је издао студио Јуниверсал  интернешонал 1959. године. Био је то Серков последњи холивудски филм и бавио се расним, друштвеним и породичним питањима. Имитација живота је друга филмска адаптација истоименог романа Фани Хурст из 1933. док је прва, у режији Џона М. Стала, објављена 1934. године.
Главне звезде филма су Лана Тарнер и Џон Гевин. Водећу глумачку поставу чине Роберт Алда, Сандра Ди, Сузан Кохнер, Хуанита Мур и Ден О'херлихи. Кохнер и Мур су добиле номинације за Оскара и Златног глобуса за споредну глумицу за своје улоге. Кохнер је освојила награду Златни глобус. Звезда госпел музике Махалија Џексон појављује се као солиста црквеног хора.
Године 2015. године, Конгресна библиотека Сједињених Америчких Држава одабрала је филм Имитацију живота из 1959. за чување у Националном филмском регистру, сматрајући га „културолошким, историјским или естетским значајним“. Верзија филма из 1934. додата је у Национални филмски регистар 2005. године.

## Радња
У 1947. години, удовица Лора Мередит има амбицију да постане позната бродвејска глумица. Након што губи из вида своју ћерку Сузи на препуној плажи на Кони Ајленду, она се обраћа непознатом мушкарцу, фотографу Стиву Арчеру, тражећи помоћ у потрази за девојчицом. У међувремену, Ени Џонсон, која је и сама самохрана мајка, проналази Сузи и брине о њој. Њена ћерка, Сара Џејн, приближно је истог узраста као Сузи. Лора проналази своју кћер и разговара са Ени. 
Лора и њена кћерка су белкиње а Ени Џонс и Сара су Афроамериканке. Лора, претпостављајући да је Ени само дадиља Сари, показује зачуђеност, јер је Сара светлијег тена. Сара Џејн одбија да се идентификује као црна
У знак захвалности за Енину љубазност, Лора привремено прима мајку и ћерку у свој дом, јер Ени тражи посао и смештај. Ени убеђује Лору да јој дозволи да остане и брине о домаћинству, како би Лора могла да се фокусира на своју глумачку каријеру. Лора постаје успешна бродвејска глумица, а њен агент је Ален Лумис. У међувремену, Дејвид Едвардс је њен главни драматург и љубавник.
Иако Лора раније започне романсу са Стивом, којег је упознала на Кони Ајленду, њихова веза се распада због њених професионалних амбиција. Њена посвећеност каријери ограничава време које проводи са ћерком Сузи, која се емоционално окреће Ени. Сара Џејн, се са друге стране, суочава са проблемима у вези са својим идентитетом и све више се удаљава од своје мајке.
Једанаест година касније, Лора је високо призната бродвејска звезда и живи у луксузној кући близу Њујорка. Ени наставља да живи са њом, као кућепазитељка, особа од поверења„” и најбоља пријатељица. Након што одбије Дејвидов последњи сценарио и његов предлог за брак, Лора прихвата улогу у драмској представи, која постиже велики успех.
Током прославе после премијере, Лора поново среће Стива, ког није видела скоро десет година. Њихова романса се поново буди. Лора добија понуду да игра у италијанском филму, те поверава Стиву да се брине о Сузи. Сузи развија једнострајну љубав према Стиву.
Сара Џејн почиње да се виђа са белим тинејџером, али он је злоупотребљава када сазна да је црна. Неко време касније, она поново пролази као белкиња како би добила посао плесачице у ноћном клубу, али својој мајци говори да ради у библиотеци. Када Ени сазна истину, она одлази у клуб да и Сара Џејн бива отпуштена. Њено одбијање мајке оставља дубоке последице на Ени, која постаје све слабија и депресивнија.
По Лорином повратку из Италије, сазнаје да је Сара Џејн побегла од куће. Оставила је Ени поруку у којој је написала да ако њена мајка стварно брине о њој, треба да је остави на миру и дозволи јој да живи свој живот.
Лора тражи помоћ од Стива да ангажује приватног детектива који ће пронаћи Сару Џејн. Детектив открива да Сара Џејн живи и ради у Калифорнији као белкиња али под другим именом. Ени, која је све депресивнија, одлучује да отпутује и да се последњи пут сретне са својом ћерком, како бисе опростила од ње. При сусрету, Ени се извињава што је превише волела своју ћерку и пожеле јој је све најбоље. Моли Сара Џејн да обећа да ће се, ако икада буде имала потребу за помоћ, обратити Лори ако не може да ступи у контакт са њом. Сарина цимерка сасвим случајну прекида њихов разговор, претпостављајући да је Ени слушкиња. Ени се представља као бивша дадиља Мис Линде, чиме је прихватила нови идентитет своје кћерке Саре Џејн.
Након повратка у Њујорк, Ени постаје тешко болесна. Лора и Сузи брину о њој. Сузи је веома узнемирена када сазнаје да Стив и њена мајка планирају да се венчају. Ени говори Лори о томе да је Сара заљубљена у Стива. Након сукоба са мајком, Сузи одлучује да напусти Њујорк и оде на школовање у Денвер.
Убрзо потом, Ени умире, а Лора плаче поред ње. Она организује величанствену сахрану какву је Ени желела: у великој цркви, са госпел хором, а затим и импресивном погребном поворком са бендом и четири бела коња који вуку кочију. Пре него што поворка крене, Сара Џејн стиже и пробија се кроз гомилу људи како би се бацила на мајчин ковчег. Она се извињава, говорећи: „Убила сам своју мајку!” Лора одводи Сара Џејн до лимузине, где се она придружује њој, Сузи и Стиву, а поворка полако пролази улицама града. Велика афроамеричка група људи у тишини посматра поворку.

## Улоге
- Лана Тарнер као Лора Мередит
- Хуанита Мур као Ени Џонсон
- Џон Гавин као Стив Арчер
- Сандра Ди као Сузи Мередит, 16 година
- Сузан Кохнер као Сара Џејн Џонсон, 18 година
- Роберт Алда као Ален Лумис
- Ден О'херлихи као Дејвид Едвардс
- Карин Дикер као Сара Џејн Џонсон, 8 година
- Тери Бурнхам као Сузи Мередит, 6 година
- Џон Вивијан као младић
- Ли Гудман као фотограф
- Ен Робинсон
- Трој Донахју као Френки
- Сандра Гулд као Рецепциониста
- Дејвид Томак као крупни човек
- Џоел Флуелен као свештеник
- Џек Вестон као менаџер сцене
- Били Хаус као дебео човек
- Маида Севрен као учитељица
- Тан Вајен као Романо
- Пег Ширли као Феј
- Махалија Џексон као солиста хора

## Настанак и продукција
Филмски сценарио написали су Елеанор Грифин и Алан Скот. Заједно са редитељем Дагласом Серком, одлучили су да унесу измене у причу како би она одражавала друштво из 1959. године. Као резултат тога, радња филма из 1959. разликује се од романа из 1933. и филма из 1934. године.
У роману лик Лоре Мередит, постаје успешна захваљујући комерцијалној производњи породичног рецепта за вафле своје служавке Делиле. У продукцији из 1934. у којој ову улогу глуми Биа Пулман овај рецепт је претворен у рецепт за палачинке. Као резултат тога, Биа, белкиња и пословна жена, постаје богата. Она нуди Делили 20% профита, али Делила то одбија и одлучује да остане Бијина асистенткиња. У роману, Делилина ћерка Пеола заувек напушта крај. У оба филма, ћерка се враћа на мајчину сахрану и показује кајање. Моли Хиро је описала сцену из 1959. као „готово идентичну“ оној из 1934. године.
Током 1950-их, активизам у Покрету за грађанска права добија на замаху, са значајним тренуцима као што су одлука Врховног суда САД у случају Brown v. Board of Education и бојкот аутобуса у Монтгомерију, који су привукли националну пажњу. Осим тога, све више жена је радило током и након Другог светског рата. Истовремено, сценаристи су препознали да су расна дискриминација и њене неправде и даље присутне у друштву.
Они су креирали линију филмске радње у којој Лора постаје звезда Бродвеја захваљујући сопственом таленту, док Ени добија плату као дадиља Лориног детета и кућепазитељка. Продуцент Рос Хантер је такође мудро схватио да ће ове измене у причи омогућити Лани Тарнер да носи низ гламурозних костима и правог накита, што ће привући женску публику. Гардероба Лане Тарнер за филм Имитација живота коштала је више од 1,078 милиона долара, чиме је постала једна од најскупљих у историји кинематографије тог времена.
Иако је велики број глумица, већином белкиња, било на аудицији за улогу Саре Џејн у верзији из 1959. године, Сузан Кохнер је добила улогу. Она је мешаног ирског, мексичког и чешко-јеврејског порекла. Њена мајка Лупита Товар била је глумица рођена у Мексику, а отац Паул Кохнер, чешко-јеврејски имигрант.
Карин Дикер је дебитовала у овом филму као млада Сара Џејн. Истакнута афроамеричка госпел певачица Махалија Џексон добила је посебно признање за једину сцену у којој изводи верзију песме Trouble of the World током Енине сахране.

## Пријем и критика
Филм Имитација живота у режији Дагласа Серка премијерно је приказан у Чикагу 17. марта 1959, затим у Лос Анђелесу 20. марта и у Њујорку 17. априла исте године. Након премијере у Њујорку, филм је био први на благајнама у САД две недеље након чега је студио Јуниверсал пустио филм у широку дистрибуцију 30. априла.
Иако у почетку није добио добре критике и сматран је инфериорним у односу на оригиналну верзију из 1934. године, многи критичари су филм назвали „сапуницом“. Имитација живота је био шести најуспешнији филм 1959. године, зарадивши 6,4 милиона долара. Уједно, то је био најуспешнији филм студија Јуниверсал  интернешонал те године. Хиро је написала да су, за разлику од романа, овај филм и претходни филм добили „много више критичке пажње“. Са широм публиком, други филм је постао „познатији“ од првог.
Хуанита Мур и Сузан Кохнер биле су номиноване 1959. године за Оскара за најбољу споредну глумицу, као и за Златни глобус у истој категорији. Иако ниједна није освојила Оскара, Кохнер је добила Златни глобус за своју улогу, као и награду за најбољу нову глумицу. Мур је освојила друго место у категорији за најбољу женску споредну улогу на додели награда Лаурел 1959. године, док је филм освојио награду за најбољу драму. Даглас Серк је био номинован за награду Удружења америчких редитеља 1959.
Од касног 20. века, Имитација живота је поново процењена од стране критичара и сматрана ремек-делом Серкове америчке каријере. Емануел Леви је написао: „Једно од четири ремек-дела режирана 1950-их, визуелно раскошна, метикулозно дизајнирана и снажно одиграна Имитација живота била је драгуљ у Серковој круни, окончавајући његову холивудску каријеру пре него што се вратио у родну Немачку.“ Серк је у својој верзији дао више простора и интензитета односу између Ени и Саре Џејн него што су ти ликови добили у верзијама из 1930-их. Критичари су касније приметили да су Хуанита Мур и Сузан Кохнер засениле Лану Тарнер у филму. Серк је изјавио да је намерно и суптилно умањио улогу Тарнер како би ставио фокус на проблеме два црна лика.
Серково бављење расним и класним питањима је цењено због начина на који је ухватио дух времена. Пишући 1997. године, Роб Нелсон је рекао:
„У суштини, препуштено нам је да интуитивно схватимо да су црни ликови (и филм) сами по себи производи расизма из 1950-их – што објашњава перспективу филма, али га не чини мање збуњујућим. Можда размишљајући о концепту Вилијама Едварда Бергарта о двострукој свести црних Американаца, критичарка Моли Хаскел је једном описала двоструку визију филма Имитација: ‘Агонизујућа потрага девојке мешовите расе за својим идентитетом није приказана из њене перспективе, већ као подсмешљив одраз у искривљеним огледалима културе од које је безнадежно отуђена.’”
На агрегатору рецензија Rotten Tomatoes, 82% од 33 рецензије су позитивне, а просечна оцена је 7,8/10. Консензус сајта гласи: „Даглас Серк обогаћује ову раскошну римејк верзију Имитације живота расним коментаром и оштрим ивицама, пружајући изазовну мелодраму са разорном снагом.“ На сајту Metacritic, који додељује просечне пондерисане оцене, филм има оцену 87 од 100 на основу 16 рецензија, што указује на „универзално признање“.
Године 2015. BBC Online је рангирао филм као 37. највећи амерички филм икада снимљен, на основу анкете међу филмским критичарима.

## Награде и номинације
Филм Имитација живота из 1959. године постигао је значајан успех када је реч о наградама и признањима. Хуанита Мур и Сузан Кохнер су номиноване за Оскара у категорији најбоље споредне глумице, док је Кохнер освојила Златни глобус за најбољу споредну глумицу и награду за најбољу нову глумицу. Филм је такође освојио награду за најбољу драму на додели Лаурел награда 1959. године. Редитељ Даглас Сирк био је номинован за награду Удружења америчких редитеља, што је додатно потврдило значај овог остварења у историји кинематографије.
| Награда                             | Категорија                             | Номиновани   | Резултат   | Реф.   |
| ----------------------------------- | -------------------------------------- | ------------ | ---------- | ------ |
| Оскар                               | Најбоља споредна глумица               | Сузан Кохнер | Номинација | [ 19 ] |
| Оскар                               | Најбоља споредна глумица               | Хуанита Мур  | Номинација |        |
| Награде Удружења редитеља Америке   | Изузетно редитељско достигнуће у филму | Даглас Серк  | Номинација | [ 20 ] |
| Златни глобус                       | Најбоља споредна глумица – Филм        | Сузан Кохнер | Победник   | [ 21 ] |
| Златни глобус                       | Најбоља споредна глумица – Филм        | Хуанита Мур  | Номинација |        |
| Лаурел награде                      | Најбоља драма                          | Победник     |            |        |
| Лаурел награде                      | Најбоља споредна глумица               | Хуанита Мур  | Номинација |        |
| Лаурел награде                      | Најбоља кинематографија – у боји       | Расел Мети   | Номинација |        |
| Национални одбор за очување филмова | Национални регистар филмова            |              | уврштен    | [ 22 ] |

## Кућни медији
Оба филма, из 1934. и 1959. године, издана су 2003. године на двостраном ДВД-у од стране Јуниверсал студија. Двоструки ДВД сет филмова издао је Јуниверсал 2008. године. Блу-реј издање са оба филма објављено је у априлу 2015. године. Ово издање је ремастеровано и није идентично ранијим ДВД издањима.
Мадмен ентертејнмент из Аустралије објавио је троструки ДВД сет, који укључује верзију филма из 1934. године, као и видео есеј о филму из 1959. године који је написао Сем Стагс.

## Наслеђе у популарној култури
Филм Тода Хејнса Far from Heaven (2002) је омаж Серковом стваралаштву, посебно филмовима All That Heaven Allows (1955) и Imitation of Life.
Песма I'm Livin' in Shame Дијане Рос и групе The Supremes из 1969. године заснована је на овом филму.
Песма Imitation of Life групе R.E.M. из 2001. године названа је по овом филму, иако ниједан од чланова бенда није гледао филм.